# Велика сила
Велика сила (енгл. great power; рус. вели́кая держа́ва) или велесила (њем. Großmacht) јесте држава која има способност да врши свој утицај на глобалној љествици и која располаже се довољно војне силе да издржи борбу на отвореном рату против у датом тренутку најснажније државе свијета.
Велесиле посједују карактеристичну економску, војну, дипломатску и културну моћ коју могу употријебити над мањим нацијама. Главни циљеви великих сила јесу моћ и слава, упркос идеолошким изговорима.
Данас су веле силе неформално препознате у оквиру формалне организације „Група седам” (Г7).

## Историја
Поредак са великим силама настаје крајем 15. стољећа током почетка епохе ратова између Француске на челу са династијом Валоа и шпанских Хабзбурговаца. Током историје постојао је систем „равнотеже снага”. Када би једна велика сила, често освајањем туђих територија, постала изразито јака, друге велике силе би се удружиле да је нападну. Такав систем трајао је до краја 17. стољећа.
Стварање великих сила смањило је утицај папства, али га није прекинуло. Велике силе су значајно утицале на развој и ток српске историје и на преломне догађаје у националној историји, као што је Српска револуција.
Бечки конгрес формално је именовао одређене земље као велике силе и гаранте спровођења. Концепт велике силе био је све до 20. стољећа повезан са простором Европе.

## Државе
Постоји општи консензус по питању држава које испуњавале критеријуме великих сила:
- XVI стољеће - Османско царство, Француска и Шпанија[13]
- XVII - Аустрија, Шведска, Холандија и Француска (у доба Луја XIV остварује посебну моћ, какву је у 16. стољећу имала Шпанија)[13]
- XVIII - Русија, Велика Британија, Аустрија, Француска и Пруска;[13] Турска губи статус велике силе[14]
- XIX - На почетку, исте државе као у 18. веку имале су статус великих сила, што су промјенили Наполеонови ратови, пораз Русије у Кримском рату те недостатак успјеха Аустрије и Француске у ратовима за уједињење Италије и Немачке. Јапан и САД појављује се као ваневропске силе.[13]
- XX - САД и Совјетски Савез
- XXI - САД и Кина